# Василиј Блохин
Василиј Михајлович Блохин (рус. Блохин, Василий Михайлович; Владимирска губернија, 7. јануар 1895 — Москва, 3. фебруар 1955) је био совјетски генерал-мајор, који је служио као главни егзекутор  НКВД за време администрација Генриха Јагоде, Николаја Јежова и Лаврентија Берије. 

## Биографија
Блохин је рођен 7. јануара 1895. године, у Владимирској губернији. Током Првог светског рата, служио је у Руској императорској армији, да би се након Фебруарске револуције 1917. године вратио кући. У редове Црвене армије ступио је 1918. године, а од 1921. године је у органима безбедности Совјетског Савеза. Исте године је примљен у чланство Руске комунистичке партије (бољшевика) (РКП(б)). Након неколико година ревносне службе, бива ангажован на тзв. „мокрим пословима”. На ту дужност га је изабрао Стаљин лично, 1926. године. Блохин је предводио чету егзекутора која је спровела већину егзекуција током Стаљинове владавине (углавном за време Велике чистке). 
Извори совјетске владе говоре о око 828.000 званичних НКВД егзекуција током Стаљинове владавине, а за Блохина је забележено да је својеручно убио десетине хиљада затвореника и заробљеника током 26 година на дужности — укључујући 7.000 осуђених пољских ратних заробљеника у продуженим масовним егзекуцијама што га вероватно чини најпродуктивнијим званичним егзекутором у забележеној људској историји. Међу одликовањима која је добио су Орден симбола части (1937), Орден црвене заставе (1941) и Орден Лењина (1945).
Након Стаљинове смрти, 1953. године је пензионисан, а умро је у Москви, 3. фебруара 1955. године. Сахрањен је на Новом донском гробљу.